# Гордбю
Гордбю (на шведски: Gårdby, на шведски се произнася по-близко до Гордби) е населено място в централната част на шведския остров Йоланд, разположено в община Мьорбюлонга, лен Калмар. Населението на Гордбю е 257 души (към 31 декември 2010).
В Гордбю има църква построена през 1841 година, около по-стара постройка датирана от 12 век. Църквата е в неокласически стил, а съдът за кръщене е направен през 12 век от готландски мрамор.

## Динамика на населението
Населението на Гордбю е относително постоянно през последните няколко десетилетия .